# Europäische Petroleum-Union
Die Europäische Petroleum-Union (EPU) war eines der Vorläuferunternehmen der BP.

## Entstehung und Entwicklung
Anfang des 20. Jahrhunderts besaß John D. Rockefellers amerikanische Standard Oil ein Quasimonopol im weltweiten  Petroleumexport. Um davon vor allem in Europa unabhängiger zu werden, boten sich die zu dem Zeitpunkt hauptsächlich national verwerteten russischen Ölquellen an.
Die Deutsche Bank gründete 1904 in Berlin die Deutsche Petroleum-Aktiengesellschaft (DPAG), um Aktivitäten in Russland aufzubauen. Sie investierte in das Kasbek-Syndikat in Grosny, das mit der übernommenen Steaua Română verbunden war, und kaufte in Baku die Petroleum-Produkt-Gesellschaft.
Darüber hinaus schloss die Deutsche Bank mit The Shell Transport and Trading Company (heute Royal Dutch Shell) ein Transportabkommen für rumänisches Öl der Steaua Română zum Import nach Deutschland. Das wurde ein Reinfall, da die Standard Oil den Preis sofort auf Dumpingniveau senkte.
Um aus dieser Klemme durch den Quasimonopolisten herauszukommen, wurden für das russische Öl Gespräche geführt zwischen der Deutschen Bank, der über Robert Nobel den Brüdern Nobel gehörenden Naftaproduktionsaktiebolaget Bröderna Nobel (Branobel) in Baku, zu ihrer Zeit zweitgrößtes Ölunternehmen der Welt nach der Standard Oil und größter Ölproduzent in Russland, sowie des zweitgrößten in Russland vertretenen Unternehmens Société commerciale et Industrielle de Naphte Caspienne et de la Mer Noire, Société Anonyme (BNITO auf Russisch). Sie gehörte Alphonse de Rothschild (Sohn von James de Rothschild) in Paris und trat international auf.
Die drei bildeten mit weiteren Unternehmen und einem Kapital von über 30 Millionen Mark 1906 die Europäische Petroleum-Union G.m.b.H. in Bremen. 50,4 % des Kapitals hielt die Deutsche Bank, die die DPAG in die EPU einbrachte. In Deutschland wurde die EPU ab 1906 durch die Deutsche Petroleum-Verkaufs-Gesellschaft (DPVG) vertreten.
Mit dem Ende des Ersten Weltkrieges und dem Aus für deutsche Erdölinteressen in Rumänien konzentrierte die Deutsche Bank ihre Erdölinteressen wieder auf die DPAG. 1922 beschlossen die Deutsche Bank und die Disconto-Gesellschaft die Vereinigung beider Ölinteressen in der DPAG/DPVG.
1926 drängte die Anglo-Persian Oil Company (APOC) die DPVG und ihre Konkurrentin in Deutschland OLEX zu einer Fusion und beteiligte sich an dem neuen Unternehmen mit 40 %. Ab da hieß die Gesellschaft OLEX Deutsche Petroleum-Verkaufsgesellschaft mbH. Die Anglo-Persian Oil Company erhöhte im April 1929 ihre Anteile auf 75 % und 1931 auf 100 % und übernahm damit alle Anteile der Europäischen Petroleum-Union (EPU) und der Deutschen Erdöl-Aktiengesellschaft. 1930 wurde die Gesellschaft umbenannt in OLEX Deutsche Benzin- und Petroleum-Gesellschaft mbH, der Vorgängergesellschaft der Deutsche BP AG.

BP Produktmarkenzeichen (bis 1922)

In Großbritannien war die EPU seit 1906 durch eine Vertriebsgesellschaft namens British Petroleum Company vertreten, die bei Ausbruch des Ersten Weltkriegs durch die britische Regierung beschlagnahmt und 1917 der Anglo-Persian Oil Company übereignet wurde.
So wurde BP zum Markennamen für die Vermarktung der Ölprodukte des späteren Energiekonzerns BP.

## Namensähnlichkeit
Nationalsozialistische Europapläne sahen nach der Eroberung Frankreichs vor, den Namen Europäische Petrol-Gesellschaft für eine deutsch beherrschte Ölgesellschaft zu nutzen, insbes. durch den „Erwerb“ französischer Anteile (nach Besatzungsrecht) an der „Colombia“ Societate Franco-Română de Petrol in Bukarest, deren Wert mit über 15 Mrd. Reichsmark kalkuliert wurde. Letztlich setzte sich für das erfolgreiche Projekt jedoch der Name Kontinentale Öl, Kurzform Konti-Öl, durch.

## Belege
1. ↑  Schreiben Hans Richard Hemmen an Auswärtiges Amt 15. März 1941, bei Deutsches Zentralarchiv der DDR in Potsdam, Film 5166: Über die Colombia hat Ministerialrat Dr. Fischer vom Reichwirtschaftsministerium als Vertreter der neu mit Reichsmitteln gegründeten Europäischen Petrol-Gesellschaft, welche die Colombia in Eigenbetrieb nimmt...verhandelt... vor dem Abschluß... Der Ordner Berliner Handelsgesellschaft BHG des gleichen Archivs, Dok. Nr. 16087 berichtet darüber, wie in Paris Druck auf die Rumänen ausgeübt wurde, die Überschreibung zu genehmigen, obwohl formale Voraussetzungen, Belege für den legalen Erwerb, fehlten. Hier nennt Abs sein künftiges Reich noch Continentale Petroleum AG: Schreiben eines Kurt Hoffmann an Alfred Broege von der BHG vom 10. Februar 1941.